# Mulaprakriti
Mulaprakriti (em sânscrito: Mula, raiz; Prakriti, natureza) é uma expressão usada pelos estudiosos vedantinos e na Teosofia para designar a raiz da matéria e da natureza. Mulaprakriti, a Substância Primordial, Substância Abstrata, está relacionado com Parabrahman, sendo ambos coeternos.
No Imanifestado, antes do aparecimento do cosmo objetivo, Mulaprakriti permanece latente, sendo o véu que envolve Parabrahman, unido a Ele por meio de Fohat. No período de atividade (Mahamanvantara), por sua vez, Mulaprakriti torna-se o aspecto passivo, negativo, feminino da manifestação, fertilizado pela Ideação Cósmica por meio de Fohat, o Raio divino.
Mulaprakriti é a raiz e substrato da matéria em todos os seus graus, e veículo para todos os fenômenos, sejam físicos, psíquicos ou mentais. Ele é a fonte de onde o Akasha emana.